# رينيه شاورمان
رينيه شاورمان (بالإنجليزية: Renée Schuurman)‏ مواليد 26 أكتوبر 1939 في ديربان، كانت لاعبة كرة مضرب جنوب أفريقية وكانت تلعب باليد اليمنى. كما أنها إحدى بطلات الجراند سلام. أعلى تصنيف لها في الفردي كان المركز الـ 8 في سنة 1963.

## النهائيات

### الفردي (الوصافة 1)
| الحصيلة | السنة | البطولة                       | الأرضية | المنافس           | النتيجة  |
| ------- | ----- | ----------------------------- | ------- | ----------------- | -------- |
| الفوز   | 1959  | بطولة أستراليا المفتوحة للتنس | عشبية   | ماري كارتر ريتانو | 2–6, 3–6 |

## الخط الزمني للفردي
مفتاح
| ف | ن | ن.ن | ر.ن | د# | د.م | ل | أ.أ | ت | غ | ب | ف | ذ | م.خ | ل.ت |

(ف) فاز بالبطولة (ن) وصل النهائي (ن.ن) نصف النهائي (ر.ن) ربع النهائي (د#) الأدوار الأربعة الأولى (د.م) دور المجموعات (ل) شارك في كأس ديفيز (أ.أ) خرج من الأدوار الاولى (ت) خسر التصفيات التأهيلية (غ) غاب عن الحدث أو البطولة (ب) حصل على ميدالية برونزية (ف) حصل على ميدالية فضية (ذ) حصل على ميدالية ذهبية (م.خ) بطولة الماسترز خُفضت إلى مرتبة أقل (ل.ت) البطولة لم تعقد في السنة المعينة.
لتجنب الارتباك وازدواجية الحساب، يتم تحديث هذه المعلومات إما في نهاية البطولة، أو عندما تكون مشاركة اللاعب في البطولة قد انتهت.
| الدورة             | 1955  | 1956  | 1957  | 1958  | 1959  | 1960  | 1961  | 1962  | 1963  | 1964  | إجمالي ف/م |
| ------------------ | ----- | ----- | ----- | ----- | ----- | ----- | ----- | ----- | ----- | ----- | ---------- |
| البطولة الأسترالية | غ     | غ     | غ     | غ     | ن     | غ     | غ     | غ     | غ     | غ     | 0 / 1      |
| البطولة الفرنسية   | غ     | غ     | د1    | د2    | د3    | ر.ن   | د4    | ن.ن   | د3    | غ     | 0 / 7      |
| بطولة ويمبلدون     | د1    | غ     | د2    | د2    | د1    | ر.ن   | ن.ن   | ر.ن   | ر.ن   | د2    | 0 / 9      |
| البطولة الأمريكية  | غ     | غ     | غ     | غ     | د2    | غ     | غ     | د3    | غ     | غ     | 0 / 2      |
| م.ف                | 0 / 1 | 0 / 0 | 0 / 2 | 0 / 2 | 0 / 4 | 0 / 2 | 0 / 2 | 0 / 3 | 0 / 2 | 0 / 1 | 0 / 19     |

- إجمالي ف / م = إجمالي الفوز والمشاركة

## روابط خارجية
- رينيه شاورمان على موقع رابطة محترفات التنس (الإنجليزية)
- رينيه شاورمان على موقع الاتحاد الدولي لكرة المضرب (الإنجليزية)
- رينيه شاورمان على موقع كأس بيلي جين كينغ (الإنجليزية)
- رينيه شاورمان على موقع خلاصة التنس.كوم (الإنجليزية)